# Viacheslav Kaláshnikov
Viacheslav Andréievich Kaláshnikov (en ruso: Вячеслав Андреевич Калашников; nacido el 12 de mayo de 1985 en Svetlograd) es un futbolista ruso que juega en FK Jimki.